# Stanko Vraz
Stanko Vraz (pravo ime Jakob Fras/Frass), slovensko-hrvaški pesnik in eden od pomembnih pripadnikov ilirskega gibanja, * 30. junij 1810, Cerovec, Štajerska, Avstrijsko cesarstvo (današnja Slovenija); † 20. maj 1851, Zagreb (današnja Hrvaška), slovenski psevdonim: Jakob Cerovčan, Slovenec iz Slovenie, ilirski psevdonim: Stanko Vraz, Ilir iz Velike Ilirie.

## Življenje
Rodil se je v vasi Cerovec ( v krstni knjigi je vpisan kraj rojstva Žerovinci 16 , že čez dve leti, ko se mu je rodila sestra Marija, pa so živeli na naslovu Cerovec 8 ) med Ormožem in Ljutomerom očetu vinogradniku Jožefu Frasu in materi Katarini (roj. Kotnik). Od jeseni 1818 ga je dve leti poučeval domači učitelj Franc Sušnik v župnijski šoli v Svetinjah. Šolanje je nadaljeval v ljutomerski trivialki. Nato je obiskoval gimnazijo v Mariboru in licej v Gradcu (končal 1834). V Gradcu je dve leti študiral filozofijo. Leta 1834 se je odločil, da ne bo šel v bogoslovje, ampak bo študiral pravo. Izpite je opravil le za prvi letnik in leta 1840 dokončno opustil študij.
Bil je izredno jezikovno in literarno izobražen. V jezikovni in literarni izobrazbi sta ga v tistem času med Slovenci presegala samo Matija Čop in France Prešeren. V Gradcu se je učil tudi staro cerkveno slovanščino, srbščino, poljščino, ruščino in češčino, ker je želel napisati primerjalni slovar. 
Še pred Čopovo smrtjo je stopil v stik s krogom čbeličarjev v Ljubljani. Z njimi se je pogovarjal o zbliževanju osrednje slovenščine s štajerskimi jezikovnimi oblikami. Poskušal jih je pridobiti za svoje jezikovne načrte in jim ponudil v objavo svoje slovenske pesmi. Z njimi se je razhajal predvsem pri vprašanjih knjižnega jezika, ker si je kot Štajerec prizadeval za ohranjanje svojega narečja in njegovo uveljavljanje kot osnove za normiranje slovenskega knjižnega jezika. 
Leta 1836 je prevzel pesniško ime Stanko Vraz. Želel se je uveljaviti kot slovenski pesnik, posvečal pa se je tudi zapisovanju slovenskih ljudskih pesmi. Nekaj pesmi je poslal reviji Kranjska čbelica, kjer pa jih niso hoteli objaviti zaradi jezikovnih posebnosti, saj je pisal v domačem narečju. Leta 1835 je želel izdati pesniški zbornik Cvetlice, pozneje pa še zbornik Metuljčki, vendar mu ni uspelo. Potem se je navdušil za ilirizem. Večina slovenskih izobražencev je ilirizem zavračala, ker jim je pomenil opuščanje slovenščine, za Vraza pa je bila knjižna (ljubljanska) slovenščina ravno tako tuja kot (zagrebška) hrvaščina. Redno je hodil na Hrvaško in se zaljubil v Ljubico, zdravnikovo hčer iz Samobora. Posvetil ji je pesmi v zbirki Đulabije. Vraz je v ilirizmu videl predvsem možnost za zbliževanje Slovanov. Leta 1839 se je preselil v Zagreb in začel izdajati pesmi v hrvaščini. Do izvolitve za tajnika Matice ilirske (1846-1850) se je preživljal z dediščino in živel od gostoljubja prijateljev na Štajerskem in Hrvaškem. Imel je tesne stike s kulturnim dogajanjem v Ljubljani (s Prešernom se je srečeval in dopisoval od leta 1837 do leta 1847). 
V Zagrebu je ustanovil in urejal literarno-umetnostno-narodni zbornik Kolo (Od 1842-1850 je uredil ali souredil 7 zvezkov.). Krajši čas je urejal tudi časopis Danica Ljudevita Gaja.

## Dela
Stanko Vraz je bil pesnik, pripovednik, zbiralec ljudskih pesmi, književni kritik, potopisec, prevajalec in pisec člankov o jeziku in narodnih običajih. Prve verze je pesnil že v 3. in 4. letniku gimnazije. V tem obdobju in še v prvem letniku filozofije jih je pisal v štajerskem narečju in v dajnčici (pravopis, ki ga je sestavil Peter Dajnko). Sprva je pisal v slovenščini, vendar ni imel možnosti za objavljanje svojih literarnih prispevkov, zato je ostalo do leta 1952 njegovo literarno delo v rokopisih. V svojem delu je združeval evropske literarne vplive in vplive ljudskega slovstva. Zgledoval se je tudi po Francetu Prešernu. Pisal je pesmi in prozo, prevajal iz evropske literature in zbiral ljudske pesmi. Od leta 1840 dalje je izdal 3 pesniške zbirke v hrvaščini. 

### Razvoj Vrazovega pesništva
Vraz je začel kot slovenski pesnik in je ustvarjal v slovenskem jeziku od leta 1830 do 1836. Naslonil se je na slovenski knjižni jezik, vendar niti v besedišču niti v vokalizmu ni opustil vzhodnoštajerskega govora. Po vsebini in obliki je njegovo pesništvo romantično. Pozna se mu vpliv evropske poezije, zlasti romantične. 

#### Obdobje od leta 1830 do leta 1832
V prvem letniku študija (1830/31) je prevajal latinske in nekoliko tudi grške klasike. Prevajal je Vergilovi pesnitvi Georgiko in Eneido, Horacijeve ode, Katulove in Ovidove pesmi. Svoje lastne izvirne pesmi z bojevito vsebino je pisal v klasičnih oblikah, pod močnim vplivom nemške klasicistične poezije. Iz njih je dihala svobodomiselnost in prepričanje, da se je za svobodo in čast naroda treba boriti. Nato se je seznanil z romantičnim pesništvom (Mickiewicz, Byron, Goethe, nemški mladi romantiki, Prešeren) in skladno s tem tudi pesnil. Nekatere njegove pesmi so prav idilične: pesnik se spominja pokojnega prijatelja iz otroških dni (Na Janeza mojega), opeva poletni večer na kmetih (Sonca dolshajanje), večerno nebo (Hesperos), v nekaterih pa se pojavijo religiozne misli (K Bogu).
Že v zgodnji dobi je pisal svobodomiselne, protinemške, bojevite (Vojnikom, S slavnim se orožjem opaš´te!) in hkrati domovinske, razpoloženjske ter ljubezenske pesmi (Draga ljuba Mura, Pozno v noči).
Zanimala ga je tudi slovenska ljudska poezija in poezija drugih narodov, zlasti španska romanca, ki jo je intenzivno proučeval in prevajal, albanska, novogrška, srbska, slovaška, češka, poljska, ukrajinska, litovska in ruska ljudska besedna umetnost.

#### Obdobje od leta 1834 do leta 1835
Leta 1833 je opustil prevajanje in posnemanje antičnih klasikov. Zgled za pisanje so mu postale Prešernove pesmi v Kranjski čbelici. Vse bolj so ga zanimali sonet, romanca, elegija, balada, epigram in satira. V jeziku je skušal ubirati (zlasti, ker je upal na objavo v Kranjski čbelici) srednjo pot: naslonil se je na knjižni jezik, vendar niti v vokalizmu niti v besedišču ni opustil vzhodnoštajerskega govora. Osrednjega knjižnega jezika ni dobro poznal, poleg tega pa je bil prepričan, da je vokalizem vzhodnoštajerskega narečja bolj sistematičen in bolj skladen z vokalizmi slovanskih jezikov kot vokalni sistem osrednjega književnega govora. Posledica takega prepričanja so bile neknjižne oblike in prevečkrat uporabljen apostrof. S tem si je nakopal kritiko najbližjih prijateljev, zlasti jezikoslovca Frana Miklošiča. 
Največ ustvarjalnih pobud mu je dala ljubezen do Roze. Zamislil si je venec izvirnih pesmi pod naslovom Večerke (Pozni popoldnevi), v katerih je opisoval sestanke z Rozo. Venec se ni ohranil v celoti. Od osmih manjka vsaj ena. Večerke so zasnovane v duhu rimske erotične pesmi. V njih je izražena romantična čustvenost. 
Poleg Večerk je Vraz zložil Rozi še mnogo drugih pesmi: romanc, sonetov in pesmi v takrat modernih ter narodnih lirskih oblikah. V njih preseneča izredno odkrito izpovedovanje občutkov, čustev, misli in stremljenj. Tudi za izpoved domoljubnega čustva je uporabljal sonetno obliko (Venec domoljubnih sonetov, napisan 1834). 
Vrazova bojevitost se je izražala tudi v literarni satiri (Gor na Parnas, Zmes VI), bivanjska vprašanja pa v pesmih Žal za mladostjo in Slovo od mladosti. Na njegovo ljubezensko pesem so vplivali zlasti Petrarca, Goethe in Prešeren. Njegova domoljubna pesem je postajala politična budnica. V njej je opeval slovensko narodno tragedijo in v izobraženstvu dramil narodno zavest. Zasnoval je več romanc po španskem zgledu (Cimburgida, Romanca). 
Po očetovi smrti, 31. 7. 1834, je napisal nov venec sonetov Zvončki, ki ga je začel pod vtisom trpljenja, ki mu ga je prinesla očetova smrt. Ideja vseh sonetov kaže, da je zelo konkretno razmišljal, kaj naj stori za svoje ljudstvo, da ne bo izginilo med tujci. Svoj politični in narodnostni radikalizem je razkrival tudi v sonetih Domovina ter v pesmi Popevka trdega Slovenca. 
Leta 1835 je njegova ljubezenska pesem postala otožna. Ob Rozini poroki je napisal Rozi posvečeno pesem Žalostnica. Jeseni, pol leta po Rozini poroki, je svoja ljubezenska čustva in trpljenje izrazil v pesmih Opolnoči, Moja vlast (maja 1835), Oko in srce (13. junija), sonet Kaj je med kraji Laško vekom' jaro …, pesmi Mišljenke, Romance …, Bi jaz bežal, Pelinkovec, venec Pelinci, elegijo Zbogom in druge. V njih živo izraža hrepenenje in obupovanje.

#### Obdobje od leta 1836 do leta 1839
Avgusta 1836 je umrl njegov prijatelj Šamperl. Napisal mu je elegijo Dragotin na smrtni postelji, ki je ena redkih prič Vrazovega pesniškega snovanja v tem ne posebno plodovitem letu. 
Število slovenskih pesmi se je od leta 1836-1839 v primerjavi s prejšnjim obdobjem močno zmanjšalo. Po letu 1837 je postal t. i. ilirski pesnik in je skoraj popolnoma opustil pesnjenje v slovenskem jeziku. Leta 1837 se je več ukvarjal z epiko in zasnoval daljši romantični pesnitvi Stajnko ino Jelena ter Morska deklica. Objavil je le dve svoji slovenski pesmi, ki sta izšli v samostojnih listih: sonet Visokovrednemi gospodi Antoni Stranjšaki (sonet Antonu Strajšaku za novo mašo, 1838) in odo Hvala nj. C. visokosti nadvojvodi Joanu … (slavospev nadvojvodi Janezu kot zaščitniku murskih in dravskih Slovencev, 1839). 
Prevajal je besedila Anakreonta, Horaca, Tibula, Katula, Ovida, Danteja, Petrarce, Byrona, Goetheja, Karamzina, Mickiewicza, Puškina, Kollarja, Prešernove nemške pesmi in druge.
Da je Stanko Vraz opustil pesnjenje v slovenskem jeziku, pomeni za Slovence veliko izgubo, saj bi utegnil biti ob Prešernu drugi pomembni pesnik slovenske romantike.

### Vraz, zbiralec ljudskih pesmi
Slovenske ljudske pesmi je zapisoval od leta 1832 dalje. Nekaterim je dodal tudi melodijo. Prevajal je albanske, poljske, ruske, slovaške, srbske, španske in ukrajinske pesmi. 
Leta 1839 je v Zagrebu izdal Narodne pesmi ilirske, koje se pevaju po Štajerskoj, Kranjskoj, Koruškoj i zapadnoj strani Ugarske. V knjigi je Vraz objavil 114 pesmi in dva predgovora, prvi je bil v ilirščini, drugi v slovenščini. Čeprav je naslov zbirke hrvaški, je to knjiga slovenskih pesmi, in sicer prvi slovenski književni tisk v gajici, ki so jo Hrvati takrat že uporabljali, med Slovence pa se je razširila šele nekaj let pozneje. Pesmi so zbrane iz osrednje Slovenije, Štajerske, Koroške in severovzhodne Slovenije. 

### Objave Vrazovih del

#### Vrazova dela v slovenščini
Vrazov pesniški opus v slovenščini je precej obsežen, vendar je bil dolgo časa samo v rokopisu. V celoti je njegove slovenske pesmi objavlil šele Anton Slodnjak leta 1952 v Slovenskih djelih I.-II. Knjigi sta izšli v Zagrebu. 

#### Vrazova dela v hrvaščini
Leta 1837 se je Vraz odpravil na Hrvaško, kjer ga je sprejela ilirska družba. Rakovec mu je pripravil za tisk prve tri odlomke Ljubici Cantillyjevi posvečenega venca ilirskih pesmi, ki jih je objavil v Danici pod naslovom Đulabije. Pesmi spadajo samo posredno v Vrazovo slovensko književno delovanje. Prvi osnutki pesmi (1836) so bili res še samo slovenski (morda pa tudi že dvojezični: slovenski in ilirski), toda od 2. 9. 1837 do konca pomladi 1840, ko je bil rokopis za prvo knjižno izdajo izdelan, je Vraz koncipiral in pisal  Đulabije samo v ilirščini. Z Đulabijami in nizom sonetov Sanak i istina je vnesel v hrvaško liriko svež in pristen književni izraz, zato so najpomembnejši del njegovega literarnega ustvarjanja. 
V satirah in epigramih se je norčeval iz družbenega življenja, posebno iz utilitarizma in diletantizma patetičnih tamburašev in budničarjev. Njegova lirika je navdihnjena z romantično erotiko v stilu njegove dobe in je posvečena domišljijskim ljubezenskim idealom. Vraz je uporabljal številne pesniške forme: klasični sonet, romance, balade, gazele. Njegova poezija obsega mnogo iskrenih, osebnih izpovedi, od vedrih do mračnih motivov.

##### Objave pesmi v hrvaščini
- Zbirka pesmi Đulabije, objavljena v časopisu Danica, 1837.
- Pesniška zbirka Đulabije, Zagreb, 1840.
- Pesniška zbirka Glasi iz dubrave žerovinske, Zagreb, 1841.
- Pesniška zbirka Gusle i tambura: različite pĕsni. 1 od Stanka Vraza, Praga, 1845.

Po smrti
- Děla Stanka Vraza. Djulabije: ljubezne ponude za Ljubicu. Dio 1., Zagreb, 1863.
- Děla Stanka Vraza. Glasi iz dubrave žerovinske: pověstice od Stanka Vraza. Dio 2., Zagreb, 1864.
- Děla Stanka Vraza. Razlike pjesme / [izvorne pjesme] od Stanka Vraza. Dio 3., Zagreb, 1866.
- Děla Stanka Vraza. Razlike pjesme: prevodi Stanka Vraza. Dio 4., Zagreb, 1868.
- Děla Stanka Vraza. Pěsme pabirci, proza i pisma Stanka Vraza. Dio 5. [predgovor Franjo Petračić]., Zagreb, 1877.
- Izabrane pjesme: sa slikom pjesnikovom. Z uvodom Franje Markovića., Zagreb, 1880.
- Izabrane pjesme / Stanko Vraz. (uredil in predgovor napisal D. Grdenić), Zagreb, 1924.
- Đulabije, Zagreb, 1925.
- Stanko Vraz - Stihovi i proza, Zagreb, 1951.
- Slovenska djela, Zagreb, 1952.
- Pjesnička djela I-III, Zagreb, 1953.
- Poezija i proza / Stanko Vraz, (izbor in pogovor Ivan Slamnig), Zagreb, 1963.
- Izbor iz djela / Stanko Vraz, (prir. in predgovor napisal Ivan Martinčić), Zagreb, 1994.
- Izabrane pjesme / Stanko Vraz, (prir. Vinko Brešić), Zagreb, 1999.

### Vraz kot pripovednik in kritik
S pripovedno prozo se ni veliko ukvarjal. Ohranilo se je nekaj odlomkov, med katerimi sta najzanimivejša Začetek izvirne povesti ter Zibel in smrt. V prvem se je lotil snovi iz turških časov, v drugem pa iz kmečkega življenja. Pisal je tudi potopise (Put u gornje strane) in razprave o jeziku in narodnih običajih.

## Stanko Vraz in Ilirizem
V prvih letih šolanja v Svetinjah in v Ljutomeru sta ga vzgajala župnik Andrej Poljanec in župnik ter stric Mihael Jaklin. Oba sta zagovarjala čim tesnejšo naslonitev na književno kajkavščino, zato je Stanko Vraz že v zgodnjih letih vsrkal simpatijo za vse, kar je bilo v zvezi s hrvaškim, kajkavskim kulturnim življenjem, torej tudi s poznejšim ilirizmom. Kot študent se je navdušil za Kollárjeve ideje o slovanski vzajemnosti in je postal privrženec ilirskega gibanja. 
Vrazovo nagibanje v smeri ilirizma je zbudilo v njegovem bivšem sošolcu jezikoslovcu Franu Miklošiču odpor in ga je označil za odpadnika. Kljub navdušenju za ilirizem je Vraz nekaj časa poskušal uspeti na slovenski strani. Ko je zbolel njegov prijatelj Dragotin Šamperl, je dokončal njegovo prevajanje kratkih povestic nemškega duhovnika Egidiha Jaysa in delo tudi objavil. To priliko je izkoristil, da je v delu predstavil probleme svojega slovenskega literarnega prizadevanja. V predgovoru je razložil svoje pojmovanje slovenskega knjižnega jezika. Opozoril je na svojo zbirko narodnih pesmi, ki je štela že 250 besedil. Napisal je tudi, da ima za »tri Čbelice« izvirnih in prevedenih pesmi. Prosil je bralke in bralce za pomoč pri izdaji pesmi. A naletel je na neusmiljenje pri literarnem občinstvu. 
Vse Vrazove »slovenske« življenjske in literarne izkušnje so bile takšne, da je počasi zdvomil, da bi se mogel razviti in uveljaviti kot slovenski literat. Utrujen je bil od brezuspešnih naporov, da bi dosegel na področju slovenskega knjižnega jezika kakršenkoli uspeh v korist vzhodnoštajerskega govora, zato je izgubljal prejšnje veliko zanimanje za probleme slovenskega knjižnega jezika in se je učil ilirske – štokavščine. Ker je spoznal, da ne bo sam mogel uspeti kot slovenski literat, je zdvomil tudi v razcvet slovenske književnosti sploh. Toda ti dvomi niso mogli uničiti njegovega veselja do literarnega dela, saj je bil kot romantik prepričan, da je to delo najvišja oblika človeškega udejstvovanja. Če bi zdvomil še v to, ne bi mogel več živeti. Vraz je bil duševno silno aktiven in je moral ustvarjati najprej slovenske pesmi, nato snovati slovenske publikacije, ko pa tu ni videl poti naprej, se je odločil za ilirizem. 
Proti koncu leta 1837 se je odločil, da bo pisal samo ilirsko, in tako je v prihodnjih letih postal popolnoma hrvaški pesnik. Računal je, da bo na ilirski strani laže objavil svoja dela, s katerimi je želel (poleg umetniškega učinka) prispevati k oblikovanju južnoslovanske in sčasoma slovenske enotnosti. Vraz je s svojo pesniško nadarjenostjo poleg Prešerna obetal največ v tistem času, z odhodom v Zagreb pa je postal eden najpomembnejših romantičnih ustvarjalcev na Hrvaškem. 
V ilirizem so ga vodili rod, narečje, kraj, tradicija, tovariški temperament, zlasti pa njegov izviren pogled na ilirsko idejo, ki naj bi jo izvedli tako, da bi obe strani zavestno žrtvovali hrvaške in slovenske narodne in jezikovne značilnosti. Cilj naj bi bil nadaljnje narodno osvobajanje in kulturno osveščanje vsega južnega slovanstva. Upal je, da se bo tako lahko vendarle uveljavil kot književnik, četudi ne v domačem, ampak v ilirskem jeziku. Lastne in tuje očitke, da se je izneveril materinemu jeziku, je zavračal z zanimivim, čeprav nekoliko naglim sklepom, češ da je njegov prestop v ilirsko jezikovno območje posledica zavestne žrtve v korist višje ideje in višje narodne enote. Polagoma se mu je zdelo, da so tudi vsi drugi slovenski književniki dolžni iti za njim in sprejeti ilirski knjižni jezik ter tako žrtvovati svoj materni jezik v korist višje narodne enote in lastnega ljudstva. To junaško dejanje naj bi dalo njihovim delom in celotnemu slovenskemu narodu veliko nacionalno idejo, ki je potrebna za prebuditev nezavednega, nesvobodnega in šibkega ljudstva. 
V tej odločitvi ga je potrdil hrvaški zgled. Del Hrvatov je že žrtvoval svoje ime in jezik. Razmišljal je, da je tudi dolžnost Slovencev, da se odrečejo obojemu. Ker so Hrvatje prvi žrtvovali ime in jezik, je sklepal, da imajo moralno pravico biti vodilni v južnoslovanskem zedinjenem procesu. Slovenci, ki so številčno slabši, socialno manj diferencirani in narodnostno bolj ogroženi, ne smejo biti bolj sebični, če hočejo dobiti moralno in fizično moč za nadaljnje življenje. V tem sklepu je Vraz prezrl samo eno, in sicer to, da je z Gajem in njegovo ilirsko idejo soglašal vodilni sloj hrvaškega naroda, medtem ko je bil on med Slovenci s svojo teorijo o potrebi žrtvovanja jezika in imena popolnoma osamljen. 
Za ilirizem je skušal pridobiti nekatere znance med starejšimi štajerskimi pisatelji in mladino. Kot narodni buditelji so Vrazovi prijatelji bili še drugi znani štajerski izobraženci tistega časa: Davorin Trstenjak, Oroslav Caf, Juri Knupleš, Josip Muršec, idr. Toda samo Anton Krempel mu je obljubil, da bo začel uporabljati vsaj ilirski pravopis. Med 1838 in 1843 je nekaj časa tako uspešno širil ilirsko idejo med slovenskimi licejci in bogoslovci v Ljubljani in celo v Gorici, da je resno ogrožal rast slovenske literature na njenih klasičnih tleh. Zaradi tega so se vnemale med njim in Prešernom žive polemike v pismih.

## Vraz in Prešeren
Vraz se je s Prešernom srečeval in dopisoval od leta 1837 do leta 1847. Bila sta prijatelja. Stanko Vraz je zelo cenil Prešernovo pesniško delo in se je po njem zgledoval. Prešeren je nedvomno močno vplival na Vrazovo poezijo. Vraz je tudi poslovenil nekatere njegove pesmi, napisane v nemškem jeziku. Leta 1837 je Prešernu napisal pismo, v katerem mu je skušal dokazati, da je zaradi velikih razlik med osrednjimi in vzhodnimi narečji potrebno, da se knjižni jezik izpopolni z vzhodnoštajerskimi samoglasniškimi refleksi, ker so razlike tako velike, da bralci iz osrednjih narečij ne razumejo knjig, ki so pisane v vzhodnih narečjih, prav tako pa vzhodnoštajersko govoreči bralci težko razumejo knjige, pisane v knjižnem jeziku, v katerem je pisal Prešeren.
Miklošičev odpor in Prešernovo odlašanje z odgovorom na pismo sta Vraza spodbudila, da se je leta 1837 dokončno odločil, da preneha s slovenskim literarnim delom. Obupal je nad možnostjo objavljanja svojih pesmi na slovenskih tleh.
19. 11. 1838 je v pismu Prešernu naznanil svoj prestop k ilirski ideji, češ da je zdvomil v nadaljnje slovensko literarno življenje, ker ni mogel pridobiti njega za reformo slovenskega knjižnega jezika v smislu sinteze med osrednjim in vzhodnoštajerskim vokalizmom. Vraz je bil še vedno prepričan, da je mogoče doseči enoten knjižni jezik na osnovi vzhodnoslovenskega izgovora, češ da so panonskemu Slovencu kranjske in koroške po moderni vokalni redukciji skrajšane besede nerazumljive, medtem ko po njegovem mnenju Kranjec in Korošec štajerske nereducirane oblike lahko razumeta. Kar se tiče izgovorjave, je menil Vraz, pa naj besede izgovarjata »po šegi svojih narečij«.
Prešeren je ilirizem v celoti zavračal in tudi ni imel razumevanja za Vrazove predloge, da naj bi v slovenski knjižni jezik sprejeli nekatere vzhodnoštajerske glasovne in morfološke značilnosti.
Čeprav se prijateljstvo med Prešernom in Vrazom ni razdrlo, sta zagovarjala vsak svoj pogled na razvoj slovenske književnosti in sodelovanje med slovanskimi narodi. Prešeren je ostro nasprotoval Vrazu, saj je ravno takrat ustvarjal vrhunsko slovensko književnost na evropski ravni, branil slovensko samobitnost in s tem samostojno slovensko literaturo, kulturo in sploh naš narodni obstoj. Zavračal je kakršnokoli eksperimentiranje s knjižnim jezikom. Ilirizem pa je presojal s simpatijo kot preporodno gibanje najbližjega slovenskega naroda, vendar se mu je zdelo stremljenje po zedinjenju vseh južnoslovanskih narodov napačno, ker je bil prepričan, da vodi pot k narodnemu preporodu slovanskih narodov skozi domačo literaturo, napisano v kultivirani materinščini.

## Pomen Stanka Vraza v slovenski in hrvaški književnosti
Z vidika slovenske literature je gotovo škoda, da je izgubila nadarjenega književnika, kajti Vraz bi utegnil biti ob Prešernu drugi pomembni pesnik slovenske romantike, z vidika hrvaške književnosti pa je sreča, da je pridobila ob pravem času Vrazov talent. Vraz je vnesel vanjo mnogo svojega, mnogo slovenskega, a tudi slovenska književnost je prejela po njegovem posredovanju od ilircev novi pravopis in več idejnih in vsebinskih pobud. K sreči se je ohranil velik del Vrazovega slovenskega literarnega opusa, ki Slovencem dokazuje, da je bil Vraz med 1832. in 1837. letom poleg Prešerna najbolj razgledan, stremeč in delaven slovenski literat, Hrvatom pa priča, da je Vraz vnesel v njihovo literaturo mnogo slovenskih in posredno tudi evropskih literarnih elementov.

## Zanimivosti
- Stanko Vraz (krstno ime Jakob) je bil najmlajši izmed šestih otrok. Po priimku sodeč so bili Vrazovi predniki svobodnjaki (Freisass = Fras). Njihovo domačijo so sosedje imenovali Pri Korošcu, po čemer lahko sklepamo, da so prišli s koroškega ozemlja na vinorodni Cerovec.
- Oče Jožef Fras je bil izobražen mož, vinogradnik in šolski nadzornik. Leta 1811 je pisal dnevnik o najvažnejših gospodarskih in drugih dogodkih in je bil eden od pobudnikov za ustanovitev šole v Svetinjah (1819).
- Mati Katarina, rojena Kotnikova (tudi Kutnik/Kutnjak/Kutnjakin) je bila sestrična Mihaela Jaklina, domačega župnika, preporoditelja in rojaka iz Jeruzalema.
- Vraz je bil edini Slovenec, ki je sprejel Gajevo ilirsko idejo.